# Adicella eryx
Adicella eryx är en nattsländeart som beskrevs av Schmid 1994. Adicella eryx ingår i släktet Adicella och familjen långhornssländor. Inga underarter finns listade i Catalogue of Life.